# Starborough Castle

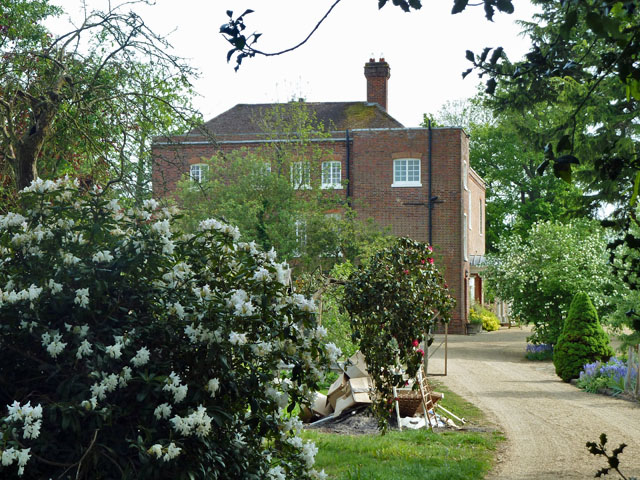
Herrenhaus Starborough Castle 2011

Starborough Castle, historisch auch Sterborough Castle, war eine mittelalterliche Burg und ist heute ein Herrenhaus aus dem 18. Jahrhundert in der englischen Grafschaft Surrey.
Die erste Burg wurde um 1341 errichtet. und nach dem englischen Bürgerkrieg geschleift.
Das heutige neugotische Herrenhaus, das den Nordostteil einer künstlichen Insel südlich des River Eden, etwa 3 Kilometer südwestlich von Edenbridge, belegt, ließ Sir James Burrow 1754 errichten. English Heritage hat es als Bauwerk II*. Grades gelistet und es gilt als Scheduled Monument.

## Geschichte
Das erste Starborough Castle war ein Herrenhaus von Reginald de Cobham, 1. Baron Cobham of Sterborough. Am 18. Oktober 1341 erhielt Cobham die Erlaubnis von König Eduard III., sein Herrenhaus zu befestigen (englisch: Licence to Crenellate). Im folgenden Jahr ließ er das Haus ausbauen, so wurde es zu Starborough Castle. Ebenso wie Bodiam Castle war Starborough Castle eine Kastellburg. Es hatte vier Türme und ein Tor, war allseitig von einem Graben umgeben und besaß eine Zugbrücke auf der Südseite.
Nach der Schlacht von Azincourt 1415 wurde dort der Herzog von Orléans eine Zeitlang gefangengehalten. Durch Heirat mit Anne Cobham, Tochter von Sir Thomas Cobham, de jure 5. Baron Cobham of Sterborough, erwarb Edward Burgh um 1476 die Burg.

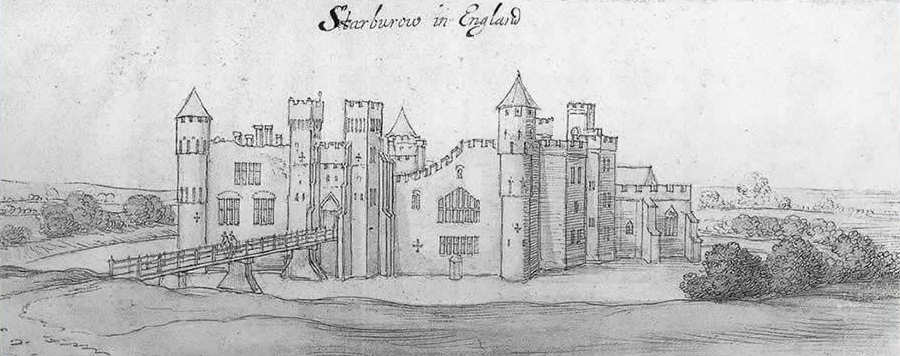
Die mittelalterliche Burg um 1640

Am 4. Juli 1648 ordnete das Parlament von England unter Oliver Cromwell die Zerstörung der Burg an. Man fürchtete, sie könnte als Basis für eine Rebellion der Royalisten dienen. Nur der Burggraben ist bis heute erhalten, wenn auch Teile der alten Burg zum Bau des heutigen Gebäudes in der Nordostecke des Geländes verwendet wurden.
In den 1700er-Jahren wurde das Gelände Teil eines Landschaftsgartens, bevor Sir James Burrow 1754 das Herrenhaus bauen ließ, das heute Starborough Castle genannt wird. Auch dieses Haus verfiel und blieb lange Zeit eine Ruine, aber ein örtlicher Bauer und Maurer, Ray Edwards, restaurierte es und verkaufte es an Warwick Leadlay. Unter Leadlay wurden Nebengebäude hinzugefügt und auf dem Gelände fand jährlich ein Jazz-Festival statt. 2003 bot Leadlay das Gelände zum Verkauf an.